# コナン・オドネル
コナン・オドネル（Conan O'Donnell、1996年5月23日 - ）は、メジャーリーグラグビー、トロント・アローズに所属しているラグビーユニオン選手。

## プロフィール
- アイルランド・スライゴ出身。
- ポジションはプロップ(PR)。
- 身長 178cm、体重 113kg
- U20アイルランド代表に選ばれたことがある[1]。

## 略歴
コナートを経て、2019年5月、スーパーラグビーサンウルブズに追加召集された。また同年、カウンティーズ・マヌカウに加入。
2020年、ハイランダーズに加入。
2022年、トロント・アローズに加入。 